# Dymokury
Dymokury (en allemand : Dimokur) est une commune du district de Nymburk, dans la région de Bohême-Centrale, en République tchèque. Sa population s'élevait à 890 habitants en 2020.

## Géographie
Dymokury se trouve à 9 km au nord-ouest du centre de Městec Králové, à 14 km au nord-de Nymburk et à 58 km à l'est-nord-est de Prague.
La commune est limitée par Křinec à l'ouest et au nord, par Chotěšice et Záhornice à l'est, et par Činěves au sud.

## Histoire
Les archéologues ont découvert les premières traces sur le site de la localité qui remontent au Ve siècle av. J.-C. La première mention de Dymokury est inscrite dans une lettre de gage datée de 1249.
|  |

## Personnalité
- Ottokar Czernin (1872-1932), diplomate et homme politique austro-hongrois